# Косарята
 Косарята  — опустевшая деревня в Пижанском муниципальном округе Кировской области.

## География
Расположена на расстоянии менее 4 км по прямой на северо-восток от села Воя.

## История
Известна была с 1802 года как деревня Косаревская с 21 двором. В 1873 году здесь отмечено дворов 24 и жителей 167, в 1905 (починок Косарев) 18 и 141, в 1926 (Косарята или Косарев) 30 и 165, в 1950 32 и 126, в 1989 6 жителей. Настоящее название утвердилось с 1939 года. До 2020 года входила в состав Войского сельского поселения до его упразднения.

## Население
Постоянное население составляло 2 человека (русские 100%) в 2002 году, 0 в 2010.